# Fittavolo
Con il termine fittavolo si indica un agricoltore di tipo assai diffuso nell'Europa occidentale e pressoché sconosciuto nella parte centrale ed orientale, che lavorava, con l'aiuto di operai a giornata, vaste estensioni di terreni dell'aristocrazia feudale, per le quali pagava un affitto in denaro (in francese fermier, in inglese, yeoman e freeholder). 
I fittavoli erano comuni nel periodo della Rivoluzione industriale Inglese (XVIII secolo).